# ダンリアム
ダン リアム（Dunne Liam、1995年4月3日 - ）は、オーストラリア・シドニー出身の日本人ラグビー選手。

## プロフィール
- ポジションはセンター(CTB)。
- 身長 185cm、体重 95kg
- ニックネームはリアム。
- 父はオーストラリア人、母は日本人で日本国籍を持つ[1]。

## 略歴
ブリスベンステート高校、クイーンズランド大学を経て、2017年、クボタスピアーズに加入。同年10月21日に行われたジャパンラグビートップリーグ第8節のヤマハ発動機ジュビロ戦に途中出場で日本での公式戦初出場を果たす。
2019年、クボタスピアーズを退団した。